# 398

## Догађаји
- Побуна Алариха I: Након што се Стилихон вратио у Италију, Источно римско царство закључује мировни уговор са Аларихом. Визиготи добијају подручје у Илирику и њихов краљ је постављен за магистер милитум у Илирику.
- Гилдонов устанак: Гилдо, Бербер који је служио као високи римски званичник у Мавретанији, повео је побуну против Западног римског царства. Гилдонову побуну подстиче моћан званичник у источном римском царству назван Еутропије, који жели да подрива своје непријатеље у западном римском царству, и прекине снабдевање Рима житарицама. Након што је Гилдо освојио већи део северне Африке и одсекао снабдевање Рима, Флавије Стилихон се враћа у Италију да подигне трупе против побуњеника. Након кратке кампање у пустињи, Гилдова побуна је угушена. Гило бежи и чини самоубиство.
- Еутропије, римски генерал (Магистер Милитум) слави своју победу над Хунима ("Вукови севера") у паради кроз Цариград (види 395).
- Царски едикт обавезује власнике римских земљишта са плантажама да дају 1/3 својих области "варварима" који су насељени у Римском царству.
- Цар Хонорије се оженио Стилихоновом ћерком Маријом.
- Свети Јован Златоусти, архиепископ цариграда, прима делегацију свештенства који желе затворити паганске храмове у Гази (Палестине) чему се пагани отворено противе. Јован се обраћа цару Аркадију, и он након недељу дана доноси царски указ којим се затварају пагански  храмови.
- Августин Хипонски допуњује своје дело, аутобиографију која описује његов интелектуални и духовни развој.

## Смрти
- Дидим Слепи, Александријски теолог
- Гилдо - римски гувернер Африке и вођа побуне
- Муронг Лин, кинески принц Ксианбеија
- Муронг Нонг, кинески принц Ксианбеи
- Нектарије Цариградски, архиепископ Цариграда